# Матти (фильм)
«Ма́тти» (фин. Matti) — фильм 2006 года кинорежиссёра Алекси Мякеля, снятый в Финляндии кинокомпанией Solar Films и телеканалом MTV3. Фильм повествует о жизни знаменитого финского спортсмена Матти Нюкянена, ставшего четырёхкратным олимпийским чемпионом по прыжкам на лыжах с трамплина.

## Сюжет
Фильм выстроен в форме воспоминаний Матти о своей жизни. Хронологическая череда событий периодически прерывается короткими моментами из жизни повзрослевшего Матти. События в фильме не всегда соответствуют реальным событиям.
Матти c юных лет был увлечён прыжками с трамплина. В подростковом возрасте он уже профессионально занимался этим видом спорта в спортивной школе. Уже тогда он показал выдающиеся результаты, завоевал множество призов и стал знаменит. Однако при этом Матти оказался подвержен некоторым слабостям — он любил алкоголь и девушек. К тому же он легко попал под плохое влияние давнего приятеля Ника Невады (Петер Францен). Однажды вечером с его подачи они отправились кататься на машине. По дороге друзья познакомились с двумя девушками и согласились довезти их в Куопио. Ник всю дорогу приставал к одной из девушек и в конце поездки получил желаемое — секс на заднем сиденье в машине Матти. Матти же отважился лишь попросить телефон другой девушки по имени Тайна. Вернувшись обратно в Ювяскюля уже сильно пьяными, друзья взломали и разорили кафе. Утром их забрали в полицию.
Через некоторое время Матти и Тайна начали встречаться и вскоре поженились. Фотографии молодожёнов были на первых полосах газет. Однако и в семейной жизни характер Матти проявился не с лучшей стороны.
Зимой 1987—1988 годов 24-летний Матти в составе команды отправился на престижное соревнование Турне четырёх трамплинов. Тайна полетела вместе с ним. Однако из-за злоупотребления алкоголем и неподобающего поведения тренер решил отправить Матти с женой обратно в Хельсинки. Дома Тайна сообщила Матти, что беременна.
Уже в феврале 1988 года на Зимних Олимпийских играх в Калгари Матти завоевал три золотые медали.
Семейная жизнь быстро наскучила Матти. Ему захотелось свободы и развлечений, и вместе с приятелем Ником он нашёл эти развлечения. Однако, забыв о семье, он потерял её — Тайна ушла, забрав новорожденного сына.
Матти вернулся жить в свой родной дом, к родителям. Осенью он возобновил активные тренировки. Но к этому времени у него появились проблемы со здоровьем. В 1989 году Матти выступил на чемпионате мира по лыжным видам спорта в Лахти. В 1990 году Матти был вынужден завершить свою спортивную карьеру в самом расцвете лет.

## В ролях
| Актёр / актриса | Роль                                                     |
| --------------- | -------------------------------------------------------- |
| Яспер Пяаккёнен | Матти Нюкянен                                            |
| Петер Францен   | Ник Невада (в действительности Майк Сьерра)              |
| Элина Хиетала   | Тайна (в действительности Тиина Хассинен и Пиа Хюннинен) |
| Юха Вейонен     | Maisteri (в действительности Матти Пулли)                |
| Элина Книхтиля  | Мирва (Мерви Тапола)                                     |
| Йопе Руонансуу  | Исмо Оксанен                                             |
| Кари Хиеталахти | Хаммер (в действительности Карл Данхаммер)               |
| Яни Воланен     | Нипа (в действительности Юсси Ниеми)                     |
| Юсси Лампи      | Йорма Тапио                                              |

## Съёмочная группа
- Автор сценария: Марко Лейно
- Режиссёр: Алекси Мякеля
- Продюсер: Маркус Селин
- Оператор: Пини Хеллстедт